# Linee di Blaschko

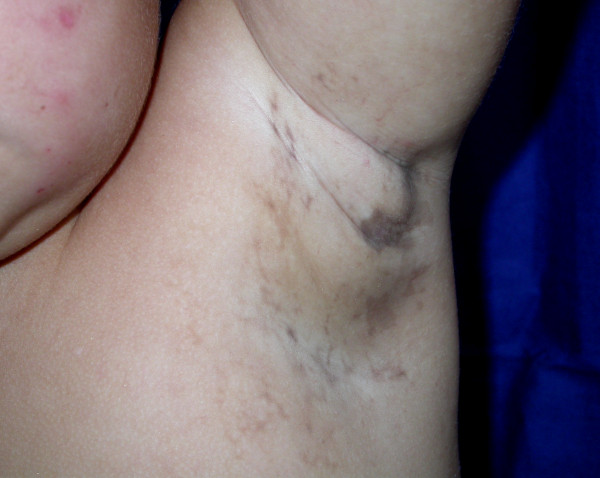
Bambina di tre anni con incontinentia pigmenti e presenza di linee di Blaschko associate.

Le linee di Blaschko sono presenti normalmente, sebbene non siano visibili, nella cute. Diventano visibili in certe malattie delle pelle e delle mucose, assumendo una forma a V sulla schiena, una forma a S su torace, addome e fianchi, una forma ondulata sulla testa.
Prendono il nome dal dermatologo tedesco Alfred Blaschko che per primo ne documentò l'esistenza nel 1901.

## Eziologia
Si ritiene che le linee siano una traccia della migrazione delle cellule embrionali e che possano rappresentare un tipo di mosaicismo. Non corrispondono a elementi dei sistemi nervoso, muscolare o linfatico e sono presenti anche in altri animali, come cani e gatti.

## Condizioni cliniche associate
Le lesioni della cute che portano a sviluppare linee di Blaschko visibili sono numerose e possono essere congenite, genetiche o acquisite. Tra queste:
- Disordini della pigmentazione
  - Nevo acromico (compresa l'ipomelanosi di Ito)
  - Nevi epidermici
    - Nevo sebaceo
    - Nevo verrucoso infiammatorio lineare
- Malattie cutanee generiche correlate al cromosoma X
  - Incontinentia pigmenti
  - Sindrome CHILD
  - Sindrome XLPDR
- Malattie cutanee infiammatorie acquisite
  - Lichen striatus
  - Lichen planus
  - Lupus eritematoso
- Chimerismo